# Episodi di Young Sheldon (terza stagione)
La terza stagione della sitcom Young Sheldon, composta da 21 episodi, è stata trasmessa in prima visione assoluta negli Stati Uniti d'America da CBS dal 26 settembre 2019 al 30 aprile 2020.
Dal secondo episodio di questa stagione, Matt Hobby, quando è presente, viene accreditato come parte del cast principale e non nei titoli di coda.
In Italia la stagione è andata in onda sul canale Premium Stories dall'8 marzo al 6 dicembre 2020. In chiaro la stagione è andata in onda dall'8 dicembre al 18 dicembre 2020 su Italia 1.
La trasmissione in Italia ha subìto delle pause e una trasmissione non regolare a causa delle disposizioni di emergenza legate alla diffusione del COVID-19.
| n° | Titolo originale                                         | Titolo italiano                                                                   | Prima TV USA      | Prima TV Italia  |
| -- | -------------------------------------------------------- | --------------------------------------------------------------------------------- | ----------------- | ---------------- |
| 1  | Quirky Eggheads and Texas Snow Globes                    | Strambi cervelloni e palle di neve del Texas                                      | 26 settembre 2019 | 8 marzo 2020     |
| 2  | A Broom Closet and Satan's Monopoly Board                | Uno sgabuzzino e il monopoli di Satana                                            | 3 ottobre 2019    | 8 marzo 2020     |
| 3  | An Entrepreneurialist and a Swat on the Bottom           | Un imprenditorialista e una sculacciata                                           | 10 ottobre 2019   | 15 marzo 2020    |
| 4  | Hobbitses, Physicses and a Ball with Zip                 | Hobbit, fisica e una palla da baseball                                            | 17 ottobre 2019   | 15 marzo 2020    |
| 5  | A Pineapple and the Bosom of Male Friendship             | Ananas e il conforto di un'amicizia maschile                                      | 24 ottobre 2019   | 22 marzo 2020    |
| 6  | A Parasol and a Hell of an Arm                           | Un parasole e un braccio pazzesco                                                 | 7 novembre 2019   | 22 marzo 2020    |
| 7  | Pongo Pygmaeus and a Culture that Encourages Spitting    | L'orango del Borneo e una cultura che incoraggia gli sputi                        | 14 novembre 2019  | 29 marzo 2020    |
| 8  | The Sin of Greed and a Chimichanga from Chi-Chi's        | Il peccato di avidità e un Chimichanga da Chi-Chi                                 | 21 novembre 2019  | 29 marzo 2020    |
| 9  | A Party Invitation, Football Grapes and an Earth Chicken | Un invito a una festa, uva per il football e una gallina                          | 5 dicembre 2019   | 5 aprile 2020    |
| 10 | Teenager Soup and a Little Ball of Fib                   | Zuppa di adolescenti e una pallina di frottole                                    | 12 dicembre 2019  | 5 aprile 2020    |
| 11 | A Live Chicken, a Fried Chicken and Holy Matrimony       | Un pollo vivo, un pollo fritto e il santo matrimonio                              | 9 gennaio 2020    | 8 novembre 2020  |
| 12 | Body Glitter and a Mall Safety Kit                       | Glitter per il corpo e un kit di sicurezza per il centro commerciale              | 16 gennaio 2020   | 8 novembre 2020  |
| 13 | Contracts, Rules and a Little Bit of Pig Brains          | Contratti, regole e un pizzico di cervello di maiale                              | 30 gennaio 2020   | 15 novembre 2020 |
| 14 | A Slump, a Cross and Roadside Gravel                     | Un blocco, una croce e del ghiaino stradale                                       | 6 febbraio 2020   | 15 novembre 2020 |
| 15 | A Boyfriend's Ex-Wife and a Good Luck Head Rub           | L’ex moglie di un fidanzato e una strofinata portafortuna sulla testa             | 13 febbraio 2020  | 22 novembre 2020 |
| 16 | Pasadena                                                 | Pasadena                                                                          | 20 febbraio 2020  | 22 novembre 2020 |
| 17 | An Academic Crime and a More Romantic Taco Bell          | Un reato accademico e un romantico Taco Bell                                      | 5 marzo 2020      | 29 novembre 2020 |
| 18 | A Couple Bruised Ribs and a Cereal Box Ghost Detector    | Un paio di costole ammaccate e un rilevatore di fantasmi nella scatola di cereali | 12 marzo 2020     | 29 novembre 2020 |
| 19 | A House for Sale and Serious Woman Stuff                 | Una casa in vendita e una seria faccenda da donne                                 | 2 aprile 2020     | 6 dicembre 2020  |
| 20 | A Baby Tooth and the Egyptian God of Knowledge           | Un dente da latte e il dio egizio della sapienza                                  | 16 aprile 2020    | 6 dicembre 2020  |
| 21 | A Secret Letter and a Lowly Disc of Processed Meat       | Una lettera segreta e un umile dischetto di carne processata                      | 30 aprile 2020    | 6 dicembre 2020  |

## Strambi cervelloni e palle di neve del Texas
- Titolo originale: Quirky Eggheads and Texas Snow Globes
- Diretto da: Jaffar Mahmood
- Scritto da: Chuck Lorre, Tara Hernandez e Jeremy Howe (soggetto), Steven Molaro, Steve Holland e Maria Ferrari (sceneggiatura)

### Trama
Mary, preoccupata che il figlio possa avere problemi psichiatrici come quelli che hanno portato John Sturgis ad essere internato, inizia a leggere libri di psicologia per capire se Sheldon possa avere gli stessi problemi; il ragazzino però, notando lo strano comportamento della madre, teme per lei la stessa cosa e finiranno addirittura per litigare. Alla fine, davanti al dottor Goetsch, la donna confessa il motivo di tale preoccupazione e i due fanno pace. Nel frattempo Georgie acquista dei globi di neve da un negozio che sta fallendo e li rivende a un prezzo maggiore riuscendo a fare leva sulla sensibilità dei clienti, rinfacciando a suo padre i soldi che ha guadagnato dato che George credeva che non avrebbe ottenuto nulla.
- Guest star: Sarah Baker (signora Hutchins), John Hartman (dottor Goetsch), Duane R. Shepard Sr. (signor Bustifer), Dennis Cockrum (signor Stover), Carlease Burke (signora Ebner), Karen Constantine (Lorraine), Chelsea Rae Bernier (Lynette), Joe Howard (Edwin), Carol Mansell (signora Krawcynski), Jayne Taini (Phyllis)

## Uno sgabuzzino e il monopoli di Satana
- Titolo originale: A Broom Closet and Satan's Monopoly Board
- Diretto da: Alex Reid
- Scritto da: Chuck Lorre, Steven Molaro e Steve Holland (soggetto), Tara Hernandez, Jeremy Howe e Connor Kilpatrick (sceneggiatura)

### Trama
Sheldon, annoiato dalle lezioni delle superiori, inizia a nascondersi in un ripostiglio per studiare da solo; la nonna, convinta che il motivo sia la mancanza delle lezioni universitarie del professor Sturgis, propone di fargli frequentare quelle del professor Linkletter, che accetta per vedere Connie, ma se ne pente presto per le domande del ragazzino. Intanto George, dopo l'ennesima discussione con la moglie, segue l'esempio del collega Wilkins ed esce a cena con la moglie; durante la cena i due realizzano e si confessano a vicenda che, nonostante amino i figli, senza di loro avrebbero una vita più semplice e piacevole. Intanto il pastore Jeff è sempre più attratto da Robin, ma deve trattenersi perché non può avere rapporti intimi fuori dal matrimonio; confessatolo alla ragazza, lei gli dice che lo capisce, chiedendogli quando si sarebbero sposati.
- Guest star: Valerie Mahaffey (signora MacElroy), Mary Grill (agente Robin), Nancy Linehan Charles (Peg), Brian Stepanek (signor Givens), Danielle Pinnock (signora Ingram), Doc Farrow (vice allenatore Wilkins), Ryan Phuong (Tam), Ed Begley Jr. (professor Linkletter)

## Un imprenditorialista e una sculacciata
- Titolo originale: An Entrepreneurialist and a Swat on the Bottom
- Diretto da: Mark Cendrowski
- Scritto da: Steve Holland, Maria Ferrari e Connor Kilpatrick (soggetto), Steven Molaro, Eric Kaplan e Jeremy Howe (sceneggiatura)

### Trama
Il professor Linkletter, col fine di uscire con Connie, invita il nipote ad una conferenza, ma la nonna si rifiuta di portarlo e il ragazzino le risponde male, dandole dell'egoista; messo in punizione dai genitori per il suo comportamento, Sheldon prende da solo un autobus per andare a trovare il professor Sturgis, convinto che sia l'unico che possa comprenderlo. Durante il viaggio in autobus però, parlando con la signora che gli sta seduta vicino, capisce che in realtà è lui ad essersi comportato male. Nel frattempo Georgie si mette a vendere i dolciumi vicino al distributore a scuola facendo abbastanza soldi da comprare un costoso gioiello a Veronica, che però si arrabbia e lo rifiuta dicendogli che non farà colpo su di lei sperperando i suoi guadagni; il ragazzo tuttavia riesce a riconquistarla sostituendo la collana che le aveva comprato con una fatta di caramelle.
- Guest star: Ed Begley Jr. (Dr. Linkletter), Isabel May (Veronica Duncan), Patricia Belcher (Clara), Ryan Phuong (Tam), Kurt Scholler (Stan), Deb Hiett (Susan), Benjamin Stockham (Preston), Nick Alvarez (Derek)

## Hobbit, fisica e una palla da baseball
- Titolo originale: Hobbitses, Physicses and a Ball with Zip
- Diretto da: Jaffar Mahmood
- Scritto da: Steven Molaro, Eric Kaplan e Tara Hernandez (soggetto), Steve Holland, Maria Ferrari e Connor Kilpatrick

### Trama
Sheldon, bloccato su un problema di fisica che non riesce a risolvere, inizia ad essere sempre più stressato, così, su consiglio della madre che gli ricorda cosa stia passando John Sturgis, cerca di smettere di pensare alla scienza facendo altro; dopo vari tentativi, la signora Hutchins gli fa conoscere i libri de Il Signore degli Anelli, ma tutte le incongruenze temporali della saga lo fanno tornare a stressarsi. Nel frattempo Missy, per fare colpo su un ragazzo che le piace, si fa insegnare dal padre a lanciare la palla da baseball.
- Guest star: Sarah Baker (signora Hutchins), Valerie Mahaffey (signora MacElroy), Chris Wylde (Glenn)

## Ananas e il conforto di un'amicizia maschile
- Titolo originale: A Pineapple and the Bosom of Male Friendship
- Diretto da: Alex Reid
- Scritto da: Chuck Lorre, Steve Holland e Maria Ferrari (soggetto), Steven Molaro, Tara Hernandez e Jeremy Howe (sceneggiatura)

### Trama
John Sturgis esce dall'ospedale psichiatrico dove si stava curando e, dopo una cena a casa Cooper, comunica a Connie che vuole interrompere la loro relazione per paura di poterle fare del male in caso di un altro "episodio"; la donna è sconvolta e il professore le suggerisce di tornare ad uscire con Ira Rosenbloom, ma anche lui la lascia dopo aver capito di essere solo un ripiego. Intanto Sheldon insiste per avere di nuovo John a cena per parlarci di scienza, ma Mary non vuole che i figli sentano le discussioni che riguardano tutt'altro e così costringe George a portare lo scienziato al bar con lui.
- Guest star: Wallace Shawn (Dr. Sturgis), Richard Kind (Ira Rosenbloom)

## Un parasole e un braccio pazzesco
- Titolo originale: A Parasol and a Hell of an Arm
- Diretto da: Chris Koch
- Scritto da: Chuck Lorre, Eric Kaplan e Jeremy Howe (soggetto), Steven Molaro, Steve Holland e Connor Kilpatrick (sceneggiatura)

### Trama
Missy, dopo aver dato dimostrazione delle sue capacità nel lanciare la palla da baseball alla fiera organizzata dalla parrocchia, chiede al padre di entrare in una squadra, anche se rischia di essere l'unica femmina; nonostante i tentativi del padre però, l'allenatore della squadra giovanile nemmeno le fa fare un tentativo. Saputa la cosa, la nonna, ancora di pessimo umore per essere stata lasciata da John Sturgis, costringe l'allenatore Dale a farle fare un tentativo; alla fine la ragazzina entra in squadra e Connie rimedia un appuntamento con lui.
- Guest star: Wallace Shawn (Dr. Sturgis), Nancy Linehan Charles (Peg), Doc Farrow (vice allenatore Wilkins), Craig T. Nelson (allenatore Dale Ballard)

## L'orango del Borneo e una cultura che incoraggia gli sputi
- Titolo originale: Pongo Pygmaeus and a Culture that Encourages Spitting
- Diretto da: Jaffar Mahmood
- Scritto da: Chuck Lorre, Steven Molaro e Steve Holland (soggetto), Maria Ferrari, Tara Hernandez e Jeremy Howe (sceneggiatura)

### Trama
Missy, dopo essere riuscita ad entrare nella squadra di baseball, viene presa in giro a scuola dalle compagne perché fa uno sport da maschi e lei confida alla madre che vorrebbe smettere, ma quando la vicina Brenda dice a Mary che la figlia non dovrebbe fare certi sport, lei la costringe a continuare; alla prima partita poi, per la gioia di George e Connie, la ragazzina picchia il lanciatore della squadra avversaria che le lancia addosso la palla. Intanto Sheldon, dopo aver preso un modem per navigare, inizia una rissa on line con altri scienziati per difendere le sue teorie. Nel frattempo una ragazza mostra interesse verso Georgie, che però si preoccupa della reazione di Veronica, che quando li vede se ne va arrabbiata, ma che continua comunque a volere che i due abbiano solo un rapporto di amicizia.
- Guest star: Craig T. Nelson (allenatore Dale Ballard), Wallace Shawn (Dr. Sturgis), Isabel May (Veronica Duncan), Ryan Phuong (Tam), Melissa Peterman (Brenda Sparks), Wyatt McClure (Billy Sparks), Kerri Medders (Lisa)

## Il peccato di avidità e un Chimichanga da Chi-Chi
- Titolo originale: The Sin of Greed and a Chimichanga from Chi-Chi's
- Diretto da: Chris Koch
- Scritto da: Eric Kaplan, Maria Ferrari e Jeremy Howe (soggetto), Steven Molaro, Steve Holland e Connor Kilpatrick (sceneggiatura)

### Trama
Sheldon ottiene un punteggio elevatissimo agli esami universitari di metà semestre, attirando l'attenzione dell'università che vuole che il ragazzino si iscriva a tempo pieno e manda il professor Sturgis da George per offrirgli un posto da allenatore nella loro squadra di football con un notevole aumento di stipendio nella loro struttura, così da poter seguire il figlio. L'uomo allora si reca dal preside per anticipargli il suo cambio di lavoro, ma Peterson gli rivela che ha bisogno del figlio perché i suoi voti permettono alla scuola di ottenere molti fondi e, oltre a fargli una controfferta, gli fa diversi regali mentre al figlio dà addirittura la chiave del bagno degli insegnanti. Nel frattempo Georgie inizia a lavorare nel negozio del ragazzo della nonna, guadagnando abbastanza soldi da permettersi di fare acquisti contro il volere della madre. Vedendo tutta la famiglia interessata ai soldi però, Mary, molto preoccupata, reagisce male e decide di nascondere molti dei loro oggetti, ma alla fine ammette che in verità è solo impreparata a vedere Sheldon crescere.
- Guest star: Wallace Shawn (Dr. Sturgis), Craig T. Nelson (allenatore Dale Ballard), Doc Farrow (vice allenatore Wilkins), Rex Linn (preside Peterson), Valerie Mahaffey (signora MacElroy), Brian Stepanek (signor Givens), Danielle Pinnock (signora Ingram), Gerald Downey (Jim)

## Un invito a una festa, uva per il football e una gallina
- Titolo originale: A Party Invitation, Football Grapes and an Earth Chicken
- Diretto da: Jaffar Mahmood
- Scritto da: Steven Molaro, Steve Holland e Tara Hernandez (soggetto), Eric Kaplan, Maria Ferrari e Jeremy Howe (sceneggiatura)

### Trama
Missy viene invitata al compleanno del vicino Billy Sparks mentre Sheldon no, così Mary fa di tutto per farlo prima invitare e poi socializzare con gli altri ragazzini perché non vuole che il figlio rimanga sempre solo. Nel frattempo John Sturgis, dopo aver visto Connie all'università, inizia a chiedersi se abbia preso la decisione giusta nel lasciarla.
- Guest star: Wallace Shawn (Dr. Sturgis), Melissa Peterman (Brenda Sparks), Wyatt McClure (Billy Sparks)

## Zuppa di adolescenti e una pallina di frottole
- Titolo originale: Teenager Soup and a Little Ball of Fib
- Diretto da: Nikki Lorre
- Scritto da: Eric Kaplan, Maria Ferrari e Tara Hernandez (soggetto), Steven Molaro, Steve Holland e Connor Kilpatrick (sceneggiatura)

### Trama
John comunica a Connie di desiderare di rimanere in amicizia con lei, ma, una volta saputo del suo nuovo fidanzato, lo spia; una volta scoperto però, regala sia a Dale che alla ex ragazza un biscotto gigante con delle scuse, anche se questo fa capire alla donna che ancora tiene molto al professor Sturgis. Nel frattempo Sheldon, per evitare di entrare in piscina per una prova di ginnastica, con i consigli dei fratelli arriva a fingersi malato pur di saltare la scuola, ma i sensi di colpa lo porteranno a confessare tutto alla madre che, a differenza di George, non ha mai dubitato della parola del ragazzino.
- Guest star: Wallace Shawn (Dr. Sturgis), Craig T. Nelson (allenatore Dale Ballard), Rex Linn (preside Peterson), Valerie Mahaffey (signora MacElroy), Brian Stepanek (signor Givens), Danielle Pinnock (signora Ingram), Doc Farrow (vice allenatore Wilkins), Wyatt McClure (Billy Sparks), Bob Newhart (voce di Arthur "Professor Proton" Jeffries), Kaley Cuoco (voce della piscina)

## Un pollo vivo, un pollo fritto e il santo matrimonio
- Titolo originale: A Live Chicken, a Fried Chicken and Holy Matrimony
- Diretto da: Alex Reid
- Scritto da: Steven Molaro, Steve Holland e Yael Glouberman (soggetto), Maria Ferrari, Tara Hernandez e Jeremy Howe (sceneggiatura)

### Trama
Il pastore Jeff, desideroso di consumare il prima possibile con la fidanzata Robin, chiede a Mary di preparare il loro matrimonio per la settimana successiva e lei, entusiasta, accetta, salvo ritrovarsi a pensare al fatto che lei non ha avuto tutto questo perché, incinta, ha dovuto sposarsi in comune molto velocemente. Nel frattempo, George, visti gli impegni della moglie, deve badare ai figli, ma è costretto a chiedere l'aiuto della suocera per gestire tutto quello che succede: Georgie ha portato a casa un'amica e si sono chiusi nella sua camera, Missy ha nascosto nell'armadio una gallina di Billy prima che il padre la uccida e Sheldon ha invitato a casa uno sconosciuto per vedere una puntata di Star Trek Next Generation che il fratello aveva cancellato dalla videocassetta su cui era registrato.
- Guest star: Mary Grill (agente Robin), Melissa Peterman (Brenda Sparks), Wyatt McClure (Billy Sparks), Nancy Linehan Charles (Peg), Steve Burns (Nathan), Ava Allan (Jana)

## Glitter per il corpo e un kit di sicurezza per il centro commerciale
- Titolo originale: Body Glitter and a Mall Safety Kit
- Diretto da: Lea Thompson
- Scritto da: Steven Molaro, Steve Holland e Eric Kaplan (soggetto), Maria Ferrari, Tara Hernandez e Connor Kilpatrick (sceneggiatura)

### Trama
I genitori di Paige stanno divorziando e la ragazzina inizia ad andare male a scuola e quindi la madre chiede a Mary di far passare il week end nella loro casa, sperando che l'influenza di Sheldon possa aiutare, ma ciò non succede; il ragazzino, incapace di fare qualcosa, chiede aiuto al professor Sturgis che gli consiglia semplicemente di ascoltarla. Nel frattempo Georgie, ormai economicamente indipendente per via del lavoretto che fa, si rifiuta di tagliare l'erba del prato e gli manca di rispetto; la nonna però gli fa capire il punto di vista del padre e il ragazzo si scusa.
- Guest star: Mckenna Grace (Paige), Andrea Anders (Linda), Wallace Shawn (Dr. Sturgis), Wyatt McClure (Billy Sparks), Doc Farrow (vice allenatore Wilkins)

## Contratti, regole e un pizzico di cervello di maiale
- Titolo originale: Contracts, Rules and a Little Bit of Pig Brainsm
- Diretto da: Jaffar Mahmood
- Scritto da: Chuck Lorre, Eric Kaplan e Maria Ferrari (soggetto), Steven Molaro, Steve Holland e Jeremy Howe (sceneggiatura)

### Trama
Dale, durante una cena di festeggiamenti per la vittoria della squadra di baseball da lui allenata, invita George in campeggio per pescare e l'uomo accetta, dimenticando però di avere già un impegno con John Sturgis; quando ne parla col fisico, lui si mostra entusiasta e i tre, insieme a Georgie, escono insieme, nonostante i timori di Connie, che si sfoga parlando con la tomba del marito morto. Nel frattempo Sheldon e Missy passano il pomeriggio a fare vari giochi per decretare il vincitore che sceglierà quale attività compiere tra andare in un museo o in un fast food.
- Guest star: Wallace Shawn (Dr. Sturgis), Craig T. Nelson (allenatore Dale Ballard), Wyatt McClure (Billy Sparks), Jim Beaver (Kenneth)

## Un blocco, una croce e del ghiaino stradale
- Titolo originale: A Slump, a Cross and Roadside Gravel
- Diretto da: Howie Deutch
- Scritto da: Steven Molaro, Steve Holland e Connor Kilpatrick (soggetto), Eric Kaplan, Maria Ferrari e Tara Hernandez (sceneggiatura)

### Trama
Missy, in crisi per le sue ultime prestazioni nel baseball, si affida alla preghiera e, vedendo miglioramenti, inizia a comportarsi come vorrebbe la madre, che però scopre che usa la fede e la croce che le ha donato come un mero portafortuna. Nel frattempo Georgie, sempre desideroso di fare soldi facili, coinvolge Sheldon, con la scusa della scienza, nel tentativo di estrarre il platino dalla ghiaia vicino all'asfalto, ma rischieranno di dar fuoco all'intera scuola.
- Guest star: Craig T. Nelson (allenatore Dale Ballard), Nancy Linehan Charles (Peg), Wyatt McClure (Billy Sparks)

## L’ex moglie di un fidanzato e una strofinata portafortuna sulla testa
- Titolo originale: A Boyfriend's Ex-Wife and a Good Luck Head Rub
- Diretto da: Jaffar Mahmood
- Scritto da: Steven Molaro, Steve Holland e Eric Kaplan (soggetto), Maria Ferrari, Tara Hernandez e Jeremy Howe (sceneggiatura)

### Trama
Il professor Sturgis, con gran disappunto di tutta la classe, assegna dei lavori di gruppo e quello di Sheldon, formato da lui, un ragazzo e una ragazza, si riunisce a casa Cooper; dopo delle difficoltà iniziali, i tre, anche grazie a George e Mary che ispirano i due ospiti, riescono a collaborare. Nel frattempo ad una partita di baseball Connie viene avvicinata da June, l'ex moglie del suo attuale ragazzo; inaspettatamente le due si piacciono molto e, con gran disappunto di Dale, escono insieme a bere. Durante la loro serata arriva al bar anche John che, con grandissima sorpresa di Connie, è amico di tutti e passa la serata con le due. Il giorno seguente il professore chiama la sua ex perché pensa di aver suscitato interesse in June, ma quando la chiama la donna gli dice che in realtà è Connie a provare ancora interesse in lui e di continuare a provarci. Intanto Missy, mentre è al centro commerciale con Georgie, incontra il ragazzo che gli piace e, grazie all'aiuto del fratello, trova il coraggio di parlarci.
- Guest star: Wallace Shawn (Dr. Sturgis), Craig T. Nelson (allenatore Dale Ballard), Reba McEntire (June), Taylor Spreitler (Sam), Nolan Bateman (Keith), Wyatt McClure (Billy Sparks)

## Pasadena
- Titolo originale: Pasadena
- Diretto da: Jaffar Mahmood
- Scritto da: Eric Kaplan, Maria Ferrari e Jeremy Howe (soggetto), Steven Molaro, Steve Holland e Tara Hernandez (sceneggiatura)

### Trama
Sheldon, dopo aver scoperto che Stephen Hawking terrà una confernza alla Caltech di Pasadena, cerca di convincere il padre ad accompagnarlo, ma, a causa dei costi elevati, George gli nega il permesso; il ragazzino però, grazie all'università per cui il professor Sturgis lavora, ottiene biglietti e posto in hotel gratuitamente. Nel frattempo Mary non riesce a ricevere nessuna confidenza da Georgie sulla sua nuova ragazza e, quando scopre origliando casualmente una telefonata che il figlio le mente, lo mette in punizione; il ragazzo, enormemente adirato, capisce il comportamento apprensivo della madre quando lei gli racconta quanto fosse diversa da giovane rispetto alla vita religiosa che conduce oggi e che si è sposata perché rimasta incinta proprio di lui.
- Guest star: Wallace Shawn (Dr. Sturgis), Ava Allan (Jana), Kerry O'Malley (agente di viaggio)

## Un reato accademico e un romantico Taco Bell
- Titolo originale: An Academic Crime and a More Romantic Taco Bell
- Diretto da: Melissa Joan Hart
- Scritto da: Steven Molaro, Steve Holland e Maria Ferrari (soggetto), Tara Hernandez, Jeremy Howe e Connor Kilpatrick (sceneggiatura)

### Trama
Sturgis scrive dopo anni un saggio che fa leggere in anteprima a Sheldon che però nota un macroscopico errore; dopo una chiacchierata tra i due, il professore, grazie ai consigli del ragazzino, corregge quanto ha scritto, ma si rifiuta di mettere il suo nome in quanto un semplice suggerimento non può qualificarlo come co-autore. Infuriato, Sheldon chiama il professor Linkletter, collega di John, per denunciare l'accaduto, ma ottiene solo che Sturgis, deluso dal tradimento della persona per cui è stato amico e mentore, lo cacci dalle sue lezioni. Nel frattempo Georgie si reca a cena con la sua ragazza Jana nel posto in cui lavora Veronica e i due capiscono che provano qualcosa per l'altro. Intanto Mary deve procurare i trofei da dare ai ragazzini della squadra di baseball, ma non trovandone uno con sopra una ragazza lo crea lei per far sentire speciale sua figlia Missy, che però, pur capendo il gesto della madre, preferisce averne uno uguale a tutti gli altri.
- Guest star: Wallace Shawn (Dr. Sturgis), Isabel May (Veronica Duncan), Ava Allan (Jana), Melissa Peterman (Brenda Sparks), Lyn Alicia Henderson (Sally), Stacey Moseley (Carol), Louie Anderson (Ralph), Ed Begley Jr. (Dr. Linkletter)

## Un paio di costole ammaccate e un rilevatore di fantasmi nella scatola di cereali
- Titolo originale: A Couple Bruised Ribs and a Cereal Box Ghost Detector
- Diretto da: Chris Koch
- Scritto da: Chuck Lorre, Eric Kaplan e Connor Kilpatrick (soggetto), Steven Molaro, Steve Holland e Maria Ferrari (sceneggiatura)

### Trama
La signora Hutchins si reca a vedere una partita della squadra di football del liceo, ma viene colpita da un giocatore; impossibilitata a vivere da sola, viene momentaneamente ospitata a casa Cooper perché George si sente in colpa in quanto le aveva detto lui che poteva seguire l'incontro a bordo campo e, anziché proteggerla, si è spostato facendola colpire in pieno. Nel frattempo Mary, visto che Sheldon si è comportato in maniera infantile col dottor Sturgis, gli vieta di seguire il corso del professor Linkletter visto che il primo non lo vuole più vedere; il ragazzino, che si rifiuta di chiedergli scusa, litiga anche con la madre, ma le parole della bibliotecaria gli fanno cambiare idea. Intanto Georgie segue il consiglio di Dale e della nonna nel non impegnarsi con Jana in quanto ancora molto giovane e lei lo lascia visto che vuole vedere altre ragazze, mentre i due anziani maturano la consapevolezza che la loro è una relazione seria.
- Guest star: Craig T. Nelson (allenatore Dale Ballard), Sarah Baker (signora Hutchins), Doc Farrow (vice allenatore Wilkins), Ava Allan (Jana), Ryan Phuong (Tam)

## Una casa in vendita e una seria faccenda da donne
- Titolo originale: A House for Sale and Serious Woman Stuff
- Diretto da: Alex Reid
- Scritto da: Steven Molaro, Steve Holland e Maria Ferrari (soggetto), Eric Kaplan, Tara Hernandez e Jeremy Howe (sceneggiatura)

### Trama
Sheldon scopre che la casa accanto alla sua è in vendita e cerca di capire chi si ritroverà come vicino; dopo aver visto che il venditore è il signor Lundy, in accordo con lui inizia a cercare acquirenti di suo gradimento, senza successo. Intanto anche il pastore Jeff scopre che la casa è in vendita e ne parla con Mary, che però non è entusiasta di avere il suo capo come vicino, cosa che invece piacerebbe a suo figlio. Alla fine, su spinta della moglie Robin, il pastore acquista la casa, ma, purtroppo per Sheldon, lei aspetta un bambino. Nel frattempo Missy si mette con un ragazzo che dovrà affrontare nella successiva partita della sua squadra di baseball ed è indecisa se giocare o meno, temendo di essere lasciata se lo eliminasse.
- Guest star: Craig T. Nelson (allenatore Dale Ballard), Jason Alexander (signor Lundy), Valerie Mahaffey (signora MacElroy), Rex Linn (preside Peterson), Brian Stepanek (signor Givens), Sarah Baker (signora Hutchins), Danielle Pinnock (signora Ingram), Mary Grill (agente Robin), Ryan Phuong (Tam), Wyatt McClure (Billy Sparks), Ian Ousley (Jeremy)

## Un dente da latte e il dio egizio della sapienza
- Titolo originale: A Baby Tooth and the Egyptian God of Knowledge
- Diretto da: Jaffar Mahmood
- Scritto da: Eric Kaplan, Tara Hernandez e Jeremy Howe (soggetto), Steven Molaro, Steve Holland e Connor Kilpatrick (sceneggiatura)

### Trama
Sheldon, mentre è sotto anestesia per la rimozione di un dente da latte non ancora caduto, sogna il dio egizio della scienza Thot che gli spiega la teoria unificata dei campi, ma al risveglio la dimentica; dopo vari tentativi di cadere di nuovo in trance, alla fine ci riesce, ma i vari poster degli scienziati che ha in camera gli fanno capire che è meglio spendere una vita in ricerca piuttosto che avere direttamente tutte le risposte. Nel frattempo Connie se ne va per il week end nel vicino casinò con Dale, che le propone di sposarsi, ma lei rifiuta non volendo più farlo con nessuno; l'uomo, adirato e rinfacciando alla donna di aver anche aiutato la sua famiglia, torna al negozio e licenzia Georgie apparentemente per negligenza, nonostante il ragazzo volesse usare i propri soldi per rimediare al furto successo mentre era lui responsabile del punto vendita.
- Guest star: Bob Newhart (voce di Arthur "Professor Proton" Jeffries), Cyndi Lauper (voce di Cyndi Lauper), Craig T. Nelson (allenatore Dale Ballard), Wallace Shawn (Dr. Sturgis), Sarah Baker (signora Hutchins), Ryan Stiles (dottor Bowers)

## Una lettera segreta e un umile dischetto di carne processata
- Titolo originale: A Secret Letter and a Lowly Disc of Processed Meat
- Diretto da: Alex Reid
- Scritto da: Steven Molaro, Steve Holland e Connor Kilpatrick (soggetto), Maria Ferrari, Tara Hernandez e Jeremy Howe (sceneggiatura)

### Trama
Sheldon scopre per caso una lettera della Caltech indirizzata ai suoi genitori che lo vorrebbe come studente e si lamenta con la madre che non gli ha detto nulla; chiede quindi il parere del padre, ma nemmeno lui ne era a conoscenza. Mary e George quindi hanno una tremenda litigata sul futuro del figlio, che peggiora quando la donna confessa che non è la prima lettera che ricevono da università che chiedono del brillante bambino. L'uomo quindi aiuta il figlio a realizzare una videocassetta in cui perora la sua causa, ma, anziché chiedere di andare in qualche istituto lontano da casa, scende a compromessi e domanda di frequentare a tempo pieno la East Texas Tech dove insegna il professor Sturgis. Mary, che nel frattempo si era sfogata con la vicina Brenda, alla fine acconsente alla richiesta. Nel frattempo Connie, saputo del licenziamento del nipote, telefona arrabbiata a Dale non ottenendo nulla; decide allora di tirare le uova sul negozio dell'uomo insieme a Georgie.
- Guest star: Craig T. Nelson (allenatore Dale Ballard), Wallace Shawn (Dr. Sturgis), Valerie Mahaffey (signora MacElroy), Melissa Peterman (Brenda Sparks), Rex Linn (preside Peterson), Brian Stepanek (signor Givens), Doc Farrow (vice allenatore Wilkins), Danielle Pinnock (signora Ingram)